# Љиља Брик
Љиља Јуревна Брик (рус. Лиля Юрьевна Брик; 1891 — 1978) била је позната као велика љубав и муза песника Владимира Мајаковског. Пабло Неруда звао ју је музом руске авангарде.
Њено име и презиме се често пише иницијалима „Л.Ю. Б." што су прва слова руске речи любовь која значи љубав. Извршила је самоубиство у 87. години.